# CBR
A CBR, CBZ, CB7, CBT és CBA - (Comic Book Reader) fájltípusok a képek tömörítésére használható fájlformátumok. A fájltípus értelme, hogy képesek vagyunk a tömörített fájlba illesztett képeket egyesével végignézni, melyet kifejezetten digitalizált képregények olvasására találtak ki. Az ötlet elterjesztésében a CDisplay image viewer program fejlesztői játszottak fontos szerepet, azóta több különböző platform alá több különböző képregényolvasó programot is készítettek már, és a tömörítési szabványok száma is megnövekedett.

## Felépítése

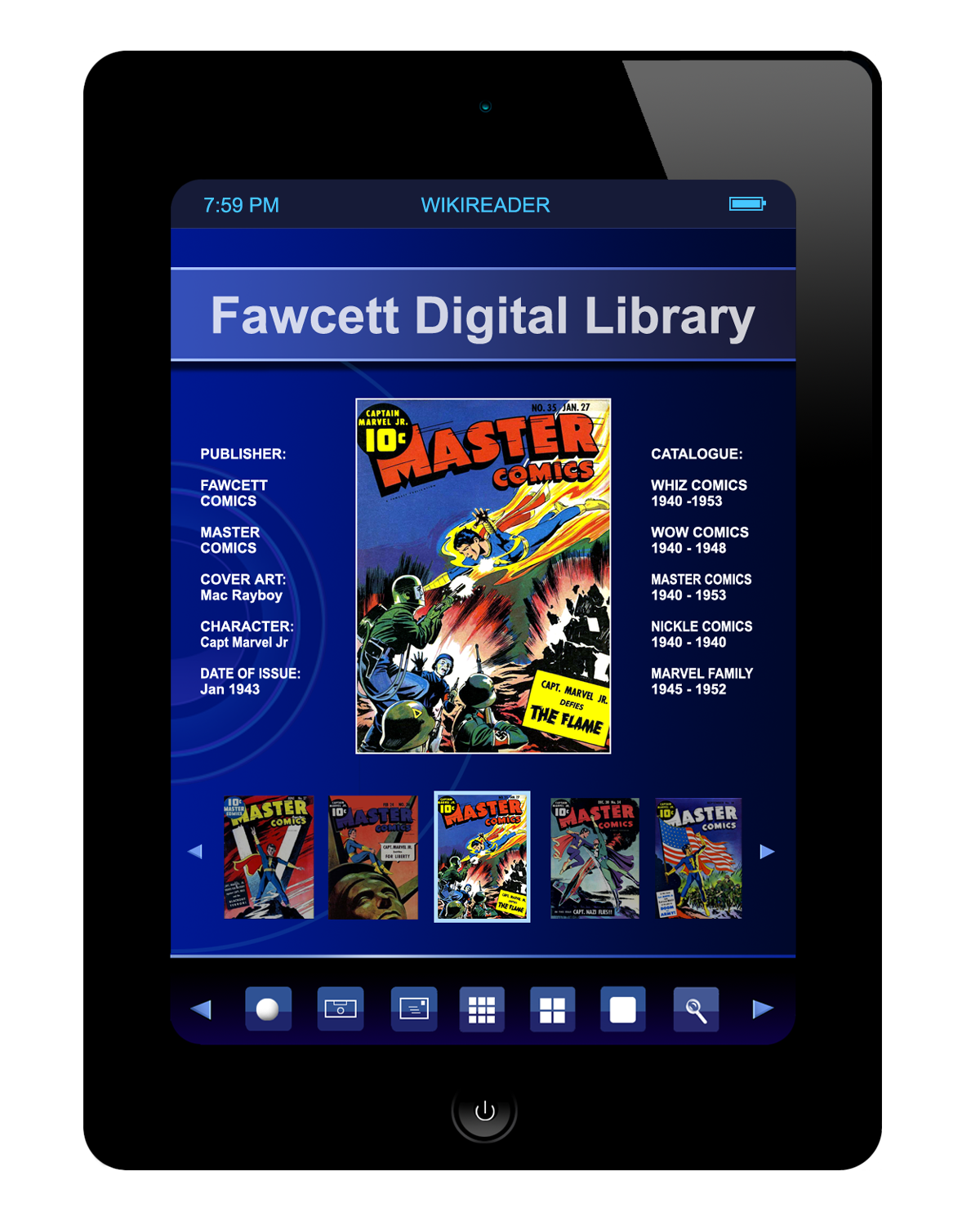
WikiReader001

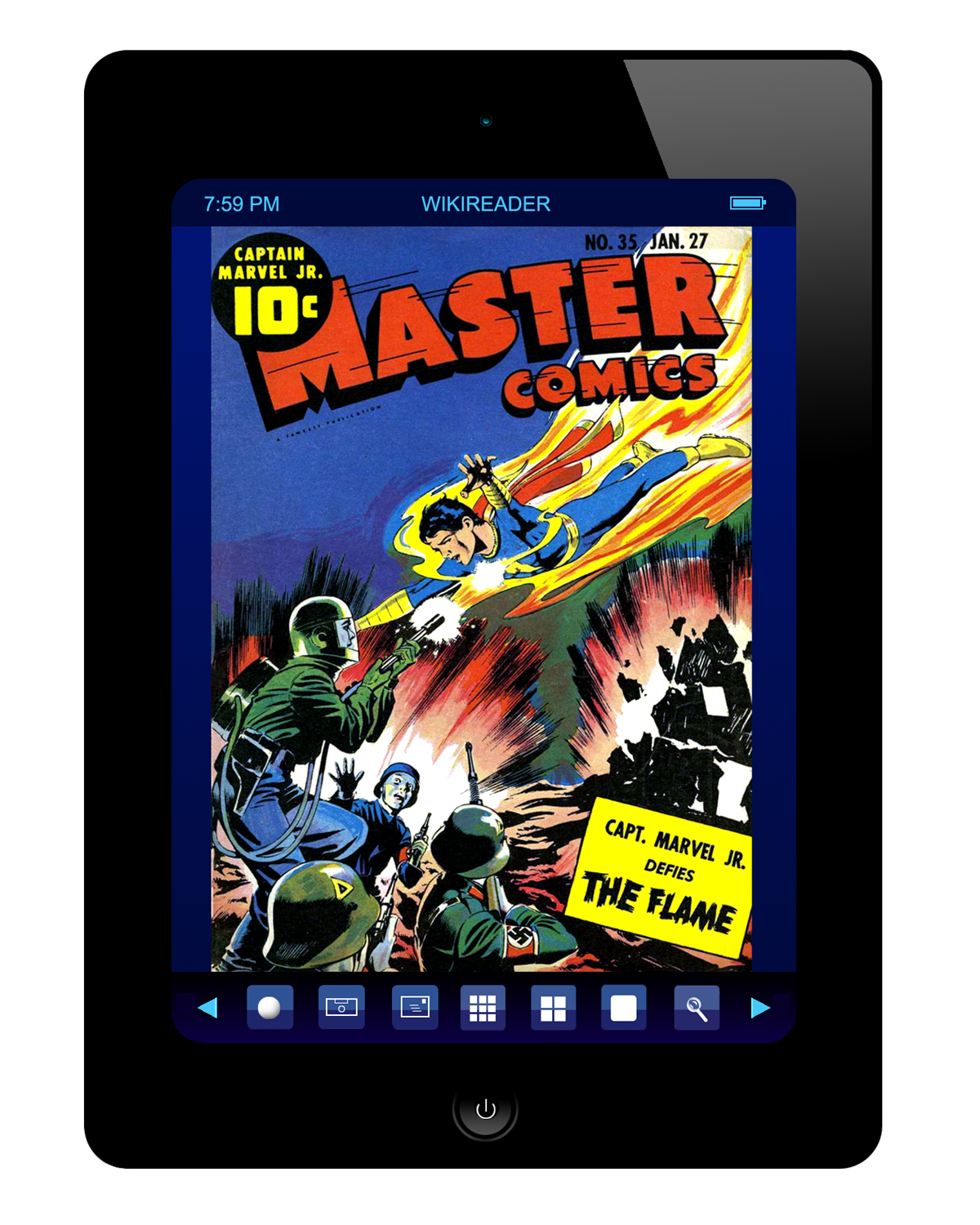
WikiReader002

A tömörített fájl képek sorozatát foglalja magában, melyek általában PNG (veszteségmentes tömörítéses) vagy JPEG (veszteséges tömörítéses), esetenként GIF, BMP vagy TIFF kiterjesztésűek. Magának a tömörített fájlnak a kiterjesztése jelzésértékű arra nézve, hogy milyen tömörítőprogramot használtak a képek egybecsomagolásához.
- .cbr → RAR
- .cbz → ZIP
- .cb7 → 7z
- .cbt → TAR
- .cba → ACE

A képregények olvasására kitalált archívumszabvány így tehát nem egységes. A különböző típusú fájlok rendeltetésükben azonosak, de kiterjesztésükben eltérőek.

## Lejátszóprogramok

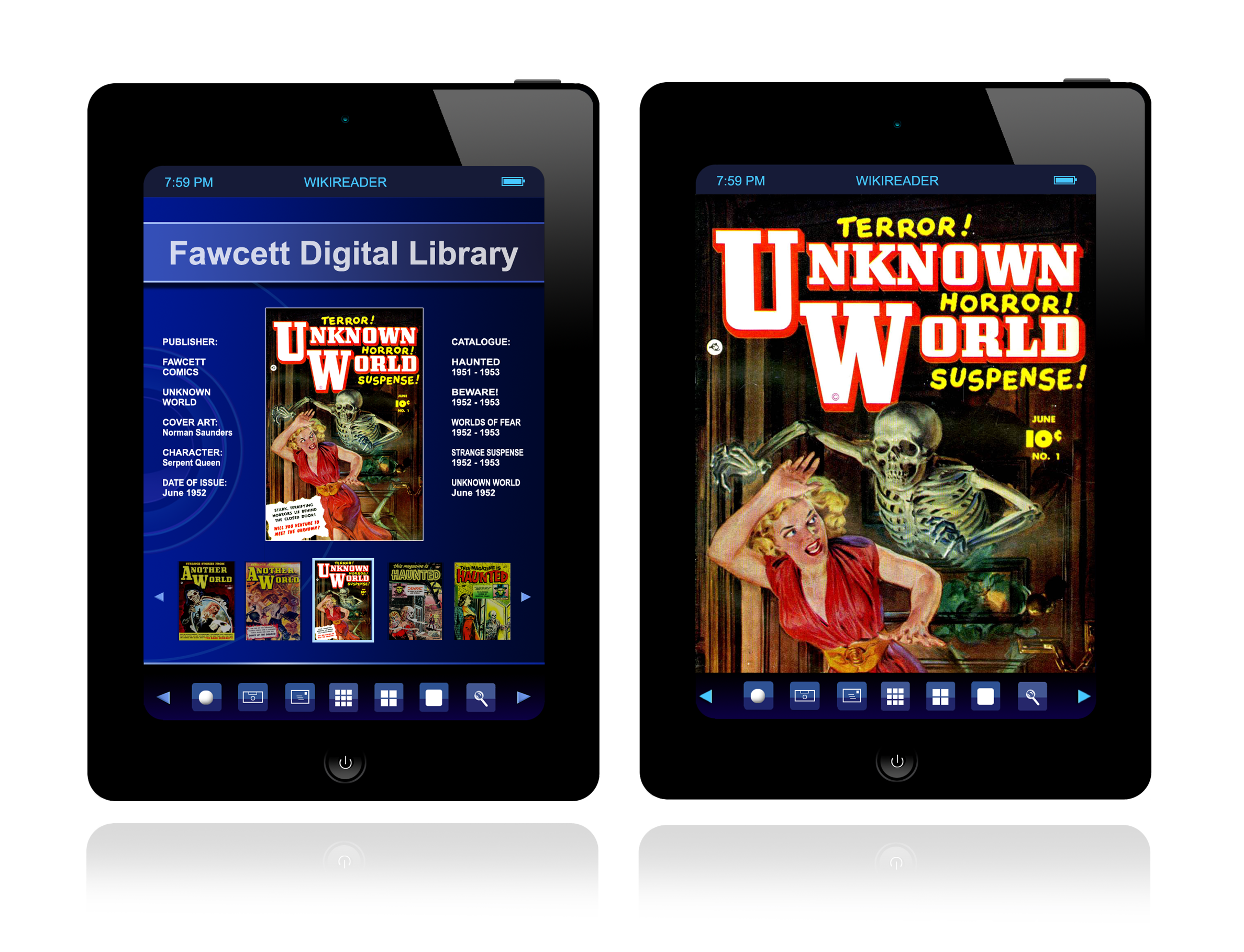

A Comic Book Archive fájltípusokat olvasó programok általában olyan alapképességekkel rendelkeznek, mint egy oldal ugrás előre vagy hátra, első vagy utolsó lapra ugrás, közelítés és nyomtatás. Néhány alkalmazás azt is támogatja, hogy olyan szöveges információkat tároljunk az archívumban található képregényről, mint például a kiadás éve, a kiadó, a rajzoló(k), író(k) neve(i) stb.
Microsoft Windows alatt olyan programokat használhatunk, mint például CDisplayEX, ComicRack, Comical, HoneyView, MangaMeeya, STDU Viewer és a Coview.
GNOME alapú megjelenítési környezetben a Comix és az Evince programokat használhatják az olvasók.
KDE grafikus környezetben az Okular híres.
Mac OS X alá pedig több olvasóprogram is hozzáférhető, mint például az FFview, a Simple Comic és a ComicBookLover.

## Fordítás
- Ez a szócikk részben vagy egészben  a   Comic Book Archive file című angol Wikipédia-szócikk fordításán alapul.  Az eredeti cikk szerkesztőit annak laptörténete sorolja fel. Ez a jelzés csupán a megfogalmazás eredetét és a szerzői jogokat jelzi, nem szolgál a cikkben szereplő információk forrásmegjelöléseként.